# IC 1841
IC 1841 је спирална галаксија у сазвјежђу Ован која се налази на листи објеката дубоког неба у Индекс каталогу.
Деклинација објекта је + 18° 55' 45" а ректасцензија 2h 45m 36,3s. Привидна величина (магнитуда) објекта IC 1841 износи 14,3 а фотографска магнитуда 15,1. IC 1841 је још познат и под ознакама CGCG 463-7, PGC 10442.